# Live Without a Net (Van-Halen-Album)
Live Without a Net ist das erste Videoalbum der amerikanischen Hard-Rock-Band Van Halen, welches 1987 veröffentlicht wurde.

## Hintergrund
Nach der Trennung von Sänger David Lee Roth wurde Sammy Hagar 1985 neuer Leadsänger bei Van Halen. Die Band nahm mit ihm das Album 5150 auf, welches 1986 veröffentlicht wurde und als ersten Van-Halen-Album Platz eins der US-amerikanischen Charts Billboard 200 erreichte. Van Halen gingen in diesem Jahr auf große Nordamerikatournee, auf der am 27. August 1986 ein Mitschnitt ihres Konzerts in New Haven erfolgte. Auf diesem Mitschnitt basiert das im nächsten Jahr erschienene Videoalbum mit dem Titel Live Without a Net. Dieses gibt nicht das vollständige Konzert wieder, so wurden einige Songs bzw. Songteile herausgeschnitten (vgl. die Zigarette an der Gitarre Eddie Van Halens zu Beginn seines Solos), auch gibt es Inkonsistenzen in der Reihenfolgen einiger Songs.
Sechs Songs stammen vom Album 5150, zwei Songs (Ain’t Talkin’ ’bout Love und Panama) aus der Roth-Ära Van Halens, zwei Songs aus Sammy Hagars Solokarriere (There’s Only One Way to Rock, I Can’t Drive 55) und ein Song ist ein Cover des Songs Rock ’N’ Roll von Led Zeppelin. Zusätzlich finden sich auf dem Videoalbum die Solobeiträge von Michael Anthony (Bass), Eddie Van Halen (Gitarre) und Alex Van Halen (Schlagzeug). Van Halens größter Hit Jump ist nicht enthalten.
Im Vergleich zu den anderen offiziellen Livealben von Van Halen sind die Keyboardparts hier nicht eingespielt, sondern Eddie Van Halen spielt diese bei den Songs Love Walks In und Why Can’t This Be Love selbst, während Sammy Hagar Gitarre spielt.

## Titelliste
1. There’s Only One Way to Rock (Hagar)
2. Summer Nights
3. Get Up
4. Drum Solo
5. 5150
6. Best of Both Worlds
7. Bass Solo
8. Panama
9. Love Walks In
10. Guitar Solo
11. I Can’t Drive 55 (Hagar)
12. Ain’t Talkin’ ’bout Love
13. Why Can’t This Be Love
14. Rock ’N’ Roll (Led Zeppelin)

## Verkaufszahlen und Auszeichnungen
| Land/Region               | Auszeichnungen für Musikverkäufe (Land/Region, Auszeichnung, Verkäufe) | Verkäufe |
| ------------------------- | ---------------------------------------------------------------------- | -------- |
| Australien (ARIA)         | Gold                                                                   | 7.500    |
| Vereinigte Staaten (RIAA) | 2× Platin                                                              | 200.000  |
| Insgesamt                 | 1× Gold · 2× Platin ·                                                  | 207.500  |

Hauptartikel: Van Halen/Auszeichnungen für Musikverkäufe